# 알바로 마르틴
알바로 라파엘 마르틴 우리올(스페인어: Álvaro Rafael Martín Uriol, 1994년 6월 18일~)은 스페인의 육상 선수로 주 종목은 경보이다. 올림픽에 3회(2012, 2016, 2020) 참가했으며 2023년 세계 선수권 대회에서 20km와 35km 경보 부문 금메달을 획득했다.
현재 남자 경보 35km 부문 스페인 기록을 보유하고 있다.